# Renée de Sépibus
Renée de Sépibus (* 17. September 1901 in Schwarzau am Steinfeld, Österreich; † 1. Juli 1989 in Sitten; heimatberechtigt in Mörel) war eine Schweizer Frauenrechtlerin im Kanton Wallis.

## Biografie
Renée de Sépibus wuchs mit drei Schwestern und zwei Brüdern zunächst in Italien und Österreich, später in der Schweiz auf. Sie entstammte einer streng katholischen Patrizierfamilie, die enge Beziehungen zum Haus Bourbon-Parma pflegte: Die Mutter, die Italienerin Ernestina Cocastelli di Montiglio, Gräfin von Montiglio, hatte vor ihrer Ehe als Ehrendame der Maria Antonia von Braganza, Herzogin von Parma und Infantin von Portugal, gedient und sich um deren älteste Kinder, Prinzessin Adelheid und Prinz Sixtus, gekümmert. Der Vater, Charles de Sépibus, hatte während 20 Jahren als persönlicher Sekretär im Dienst Herzogs Robert I. von Parma, Ehemanns der Maria Antonia von Braganza, gestanden. Anfang des 20. Jahrhunderts zog er mit seiner Familie nach Sitten, wo er 1906 als Sekretär und ab 1907 als Buchhalter des Finanzdepartements des Kantons Wallis tätig war. Die älteste Schwester von Renée de Sépibus, Marie-Gabrielle, war von 1917 bis 1918 Hofdame und Französischlehrerin der Prinzessin Henriette, der jüngsten Tochter der Herzogin, und von 1921 bis 1927 Hauslehrerin für die Kinder von Henriettes Schwester, der inzwischen abgesetzten österreichischen Kaiserin Zita von Bourbon-Parma. Renée de Sépibus besuchte unter anderem das katholische Pensionat Sainte-Clotilde in Aigle und studierte später an der Faculté des lettres der Universität von Paris. Nach ihrer Tätigkeit als Privatlehrerin für Französisch und Italienisch unterrichtete sie Ende der 1950er Jahre Französisch für Fremdsprachige in Sitten.
Wie alle ihre Schwestern blieb de Sépibus unverheiratet; mit zwei von ihnen wohnte sie in Sitten. Sie war Mitbegründerin und Mitglied der 1946 ins Leben gerufenen Association valaisanne pour le suffrage féminin (AVPSF), die dem Schweizerischen Verband für Frauenstimmrecht (SVF) angegliedert war, und präsidierte die Vereinigung bis 1969. Die umtriebige de Sépibus organisierte Konferenzen und Versammlungen, warb bei der Walliser Politik unermüdlich um Unterstützung, publizierte Artikel und pflegte den Kontakt zu anderen Feministinnen in der Schweiz. Als gläubige Katholikin – um 1960 ist sie als Mitglied der Tertiarschwestern der Fraternité de Sion belegt – wandte sie sich anlässlich des zehnten Jubiläums der AVPSF an Papst Pius XII., der ihr am 4. April 1956 brieflich seinen Segen für ihr Anliegen erteilte. Das entsprechende Schreiben liess de Sépibus umgehend in der Walliser Presse veröffentlichen. Auch der Bischof von Sitten, Nestor Adam, sprach sich trotz des starken Widerstands seitens der Kleriker seiner Diözese öffentlich für die Einführung des Frauenstimmrechts aus. Im Vorfeld der eidgenössischen Abstimmungen vom 3. März 1957 über den Zivilschutz rief de Sépibus auf Anregung des katholisch-konservativen Walliser Grossrats und Regierungsstatthalters Peter von Roten die Walliserinnen dazu auf, sich im Wahlregister ihrer Gemeinden eintragen zu lassen. Die Abstimmungsvorlage sah die Einführung der Dienstpflicht auch für Frauen vor – eine Forderung, die de Sépibus vehement ablehnte: Es sollten keine neuen Bürgerpflichten für Frauen in der Bundesverfassung festgeschrieben werden, ohne diese darüber abstimmen zu lassen.
De Sépibus begrüsste zudem den Marsch auf Bern vom 1. März 1969, der einen wichtigen Schritt auf dem Weg zum 1971 auf Bundesebene eingeführten Stimm- und Wahlrecht für Frauen darstellte. Obwohl sie für die damalige Zeit eher subversive Formen des Aktivismus befürwortete, waren ihre Einstellungen insgesamt sehr konservativ und von ihrer Verbundenheit mit der katholischen Tradition geprägt, was sich unter anderem in ihrer ablehnenden Haltung gegenüber Abtreibungen äusserte. Ihr Konservatismus führte auch dazu, dass die AVPSF im Oberwallis ohne eine wichtige Stütze auskommen musste, denn de Sépibus verstand sich nicht mit Peter von Rotens Ehefrau Iris von Roten, die radikalere feministische Meinungen vertrat, deren Unterstützung für die Vereinigung aber gleichwohl sehr wertvoll gewesen wäre. Mit grosser Beharrlichkeit präsidierte de Sépibus die Frauenstimmrechtsvereinigung während 23 Jahren und engagierte sich daneben im Rahmen des Staatsbürgerlichen Vereins katholischer Schweizerinnen (Staka) und im Vorstand der Zeitschrift Le Mouvement Féministe. Nach ihrer Absetzung als Präsidentin zog sie sich aus dem öffentlichen Leben zurück.

## Werke
- Réflexions féministes sur une double votation. In: Le Mouvement féministe, 13. September 1947.
- Réflexions sur les services complémentaires féminins. In: Nouvelliste valaisan, 3. September 1949.